# 曼苏埃
曼苏埃（義大利語：Mansuè），是意大利威尼托大区特雷维索省的一个市镇。总面积26.94平方公里，人口4939人，人口密度183.3人/平方公里（2009年）。国家统计（ISTAT）代码为026037。